# Méthode Ferber
 (février 2012).
Si vous disposez d'ouvrages ou d'articles de référence ou si vous connaissez des sites web de qualité traitant du thème abordé ici, merci de compléter l'article en donnant les références utiles à sa vérifiabilité et en les liant à la section « Notes et références ».
La méthode Ferber (ou "méthode 5-10-15") est une méthode d'apprentissage du sommeil pour les jeunes enfants préconisée par Richard Ferber (en), fondateur et ancien directeur du Centre des troubles du sommeil pédiatrique à l'hôpital pour enfants de Boston (en).

## Principe
Richard Ferber décrit cette méthode dans son ouvrage Solve Your Child's Sleep Problems (« résolvez les problèmes de sommeil de votre enfant »), publié en 1985. Elle est supposée adaptée à des enfants prêts à la fois physiquement et émotionnellement, c'est-à-dire à partir de plusieurs mois (certains chercheurs partisans de cette méthode estiment qu'elle ne devrait pas être utilisée avant 6 mois. Il s'agit d'une forme de sevrage destiné à débarrasser l'enfant du besoin du réconfort parental pour s'endormir. Cette méthode n'est donc pas appropriée dans les cas d'insomnie due à des cauchemars, peur du noir ou de la solitude, problèmes physiologiques, etc.
Elle consiste à créer un rituel affectif préalable au coucher de l'enfant, et à placer celui-ci dans son lit alors qu'il est encore éveillé, afin qu'il apprenne de lui-même à s'endormir. Si l'enfant s'éveille et/ou pleure, les parents doivent attendre quelques minutes avant d'aller vérifier brièvement . À chaque fois qu'une nouvelle intervention est nécessaire, ou les nuits suivantes, ils doivent attendre un peu plus longtemps. Voilà pourquoi ce procédé est parfois évoqué sous le nom de "méthode 5-10-15" (sous-entendues les minutes d'attente avant l'intervention parentale).
Cette méthode est supposée fonctionner la plupart du temps en trois jours à une semaine.

## Critiques
Cette méthode est vivement critiquée par une partie des pédiatres et des parents, qui la décrivent comme une méthode « cry it out » qui serait néfaste pour le développement psychologique de l'enfant. Laisser l'enfant pleurer, à l'encontre des instincts primaires de l'homme, pourrait développer l'anxiété de séparation.

Dans la préface d'une version mise à jour de son livre, publiée en 2006, Richard Ferber affirme qu'une mauvaise interprétation de ses préceptes est à l'origine de la controverse autour de sa méthode : 

« Beaucoup de gens ont pensé que je recommandais une unique méthode pour traiter tous les problèmes de sommeil, sans considération de la nature des problèmes, de leurs causes, ou des préférences parentales et des souhaits de la famille. Pire, la méthode particulière à laquelle ils se réfèrent (une seule des nombreuses approches décrites dans le livre) a parfois été décrite de manière incorrecte comme la même méthode cry it out que les techniques que je suggérais étaient censées contrer. Laisser simplement un enfant dans un berceau crier seul pendant de longues périodes jusqu'à ce qu'il s'endorme, peu importe le temps que cela prenne, n'est pas une approche que j'approuve. Au contraire, un grand nombre des approches que je recommande sont pensées précisément pour éviter les pleurs non nécessaires. »